# Santa Croce del Sannio
Santa Croce del Sannio község (comune) Olaszország Campania régiójában, Benevento megyében.

## Fekvése
A megye északi részén fekszik, 70 km-re északkeletre Nápolytól, 30 km-re északra a megyeszékhelytől. Határai: Castelpagano, Cercemaggiore, Circello és Morcone.

## Története
A település első említése a 8. századból származik, s valószínűleg az ókori római Via Minucia egyik fontos állomása volt. A következő századokban nemesi birtok volt. A 19. században nyerte el önállóságát, amikor a Nápolyi Királyságban felszámolták a feudalizmust.

## Népessége
A népesség számának alakulása:

## Főbb látnivalói
- Palazzo dei Conti Galanti
- San Francesco-kolostor
- Santa Maria Assunta-templom
- Santa Croce-templom
- San Sebastiano-templom